# Lady Rosa of Luxembourg
Pour les articles homonymes, voir Luxembourg (homonymie).
Lady Rosa of Luxembourg est une sculpture réalisée en 2001 par l'artiste croate Sanja Ivekovic, dans le cadre d'une exposition ayant comme titre: leitmotiv « Luxembourg – les Luxembourgeois. Consensus et passions bridées ».
La statue représente une femme enceinte portant dans ses mains une couronne, l'artiste s'est inspirée d'une autre célèbre statue luxembourgeoise: Gëlle Fra (littéralement : femme en or en luxembourgeois), qui fut déboulonnée par les nazis et rétablie après guerre en mémoire des soldats luxembourgeois tombés.